# Parti communiste du Népal (socialiste unifié)
Pour les articles homonymes, voir Parti communiste du Népal.
Le Parti communiste du Népal (socialiste unifié) abrégé PCN-SU (en népalais : कम्युनिष्ट पार्टी (एकीकृत-समाजवादी) romanisé : Nēpāla kamyuniṣṭa pārṭī (Ēkīkr̥ta-Samājavādī)) est un parti politique népalais. Le parti est officiellement enregistré auprès de la Commission électorale du Népal le 18 août 2021 à la suite de sa scission avec le PCN-MLU, le plus grand parti communiste du pays.
L'ancien Premier ministre Madhav Kumar Nepal est le président du nouveau parti et l'ancien Premier ministre Jhala Nath Khanal en est le plus haut responsable,,.
En août 2021, le parti vote en faveur du gouvernement Deuba dirigé par le Congrès népalais et devient un allié important de la coalition au pouvoir,. Le parti obtient son certificat d'enregistrement le 25 août en même temps que le Loktantrik Samajbadi Party Nepal lorsque la Commission électorale vérifie son application avec la signature de plus de vingt pour cent au sein du comité central et du parti parlementaire fédéral,.

## Idéologie
Le parti est d'idéologie marxiste-léniniste avec un soutien à un système multipartite au Népal. Le parti est également favorable à une démocratie populaire axée sur le socialisme.

## Histoire

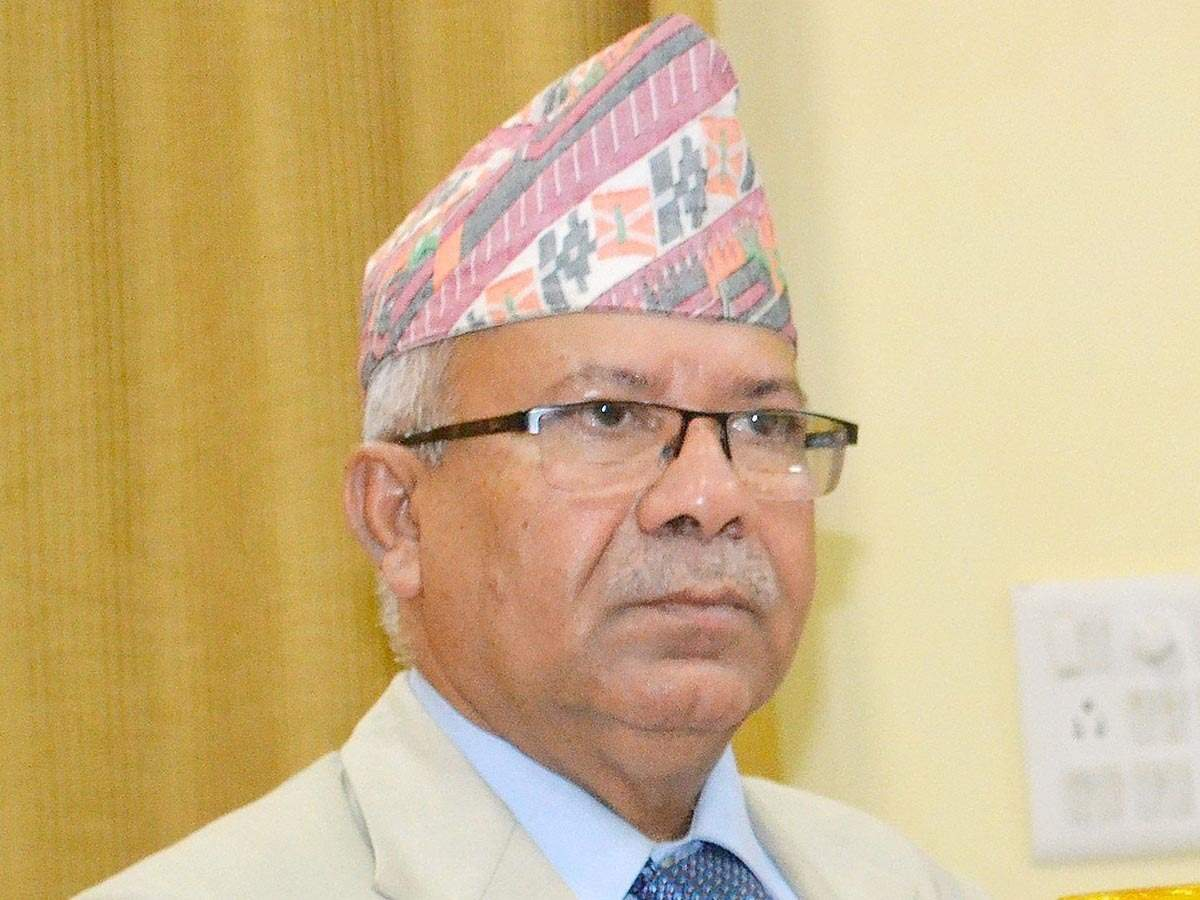
Ancien Premier ministre Madhav Kumar Nepal, fondateur du PCN-SU.

Le 18 août 2021, sur recommandation du Conseil des ministres, la présidente du Népal, Bidya Devi Bhandari, publie un deuxième amendement sur la loi relative aux partis politiques, assouplissant les exigences pour diviser un parti. Désormais si 20 %, contre 40 % auparavant, ou plus des membres d'un parti présent au parlement ou du comité central d'un parti politique sont d'accords, ils peuvent faire scission de leur parti mère,.
Ce même amendement ouvre la voie à la formalisation des scissions au sein du différend entre deux factions du parti Janata Samajbadi, Népal et le PCN (MLU) respectivement. La faction du PCN (MLU) dirigée par Madhav Kumar Nepal et Jhala Nath Khanal qui a la suite d'une longue querelle avec le président du PCN (MLU), Khadga Prasad Sharma Oli, enregistre leur parti sous le nom de « Parti communiste du Népal (socialiste unifié) » auprès de la Commission électorale. Initialement, le parti propose le nom de « Parti communiste du Népal marxiste-léniniste unifié (socialiste) ». Cependant, la Commission électorale leur demande de ne pas s'inscrire sous un nom déjà préenregistré en incluant quelques adjectifs.
Au moment du lancement du parti, les dirigeants déclarent avoir 31 membres dans les deux chambres du Parlement fédéral, dont 23 à la Chambre des représentants et 8 à l'Assemblée nationale. Un comité central de 95 membres est également annoncé,. Cependant, de nombreux politiciens du PCN (MLU) n'avaient pas encore finalisé leur décision et certains, y compris Bam Dev Gautam, ont même affirmé que leurs noms avaient été placés sans autorisation. Madhav Kumar Nepal est annoncé pour agir en tant que coordinateur du parti.
La décision de Nepal de former un nouveau parti fait cependant l'objet de quelques critiques de la part de sa propre faction. Les dirigeants de la deuxième génération proches de lui boycottent cette décision, à l'exception du secrétaire du parti Jeevan Ram Shrestha et de Ram Kumari Jhakri. Des dirigeants tels que Ghanashyam Bhusal et Yogesh Bhattarai se rangent du côté de Khadga Prasad Sharma Oli pour conserver l'unité du parti. Cette faction comprend des dirigeants tels que Yubaraj Gyawali, Astha Laxmi Shakya, Bhim Rawal, Ghanashyam Bhusal, Gokarna Bista, Bhim Acharya, Yogesh Bhattarai et des membres du comité permanent comme Surendra Pandey, Raghuji Panta et Amrit Bohora. Ils assistent même à la réunion du comité permanent de la 8e Bhadra qui appelle pour une dernière fois la faction népalaise à l'unité du parti et a demande au PCN (MLU) de se conformer à sa demande en 10 points. Plus tard, Bhim Rawal et Ghanashyam Bhusal sont abandonnés par leurs partis lors du 10e congrès générale du Parti communiste du Népal (marxiste unifié-léniniste).
Le même jour (8e Bhadra), Nepal organise une réunion au cours de laquelle il présente la doctrine du parti et annonce que la démocratie multipartite populaire est leur philosophie directrice,.

## Résultats électoraux

### Élections sénatoriales
| Année | Rang | Sièges |
| ----- | ---- | ------ |
| 2022  | 4e   | 8 / 59 |
| 2024  | 4e   | 8 / 59 |